# 广东地构叶
广东地构叶（学名：Speranskia cantonensis）为大戟科地构叶属下的一个种。

## 扩展阅读
- 維基物種上的相關：广东地构叶